# ガチ中華
ガチ中華（ガチちゅうか）とは、日本における中華料理や中華料理店の分類の1つ。日本人の味の嗜好に合わせた中華料理ではなく、本場そのままの（もしくはそれに近い）料理、またそれを提供する店のことを指す。対立する概念は町中華。
2022年にはユーキャン新語・流行語大賞にノミネートされた。
日本経済新聞では「ガチ中華」を中国語で説明する際には「正宗中餐」の訳語をあてている。

## 概要
「ガチ」は「本気の」「真剣な」といった意味の言葉（ガチンコを参照）、「中華」は中華料理の意味である。もともとは中華圏から日本に来た人が、同郷の人々のために始めた中華料理店であり、その店のオーナーや料理人、ホールスタッフ、食材の搬入業者も中華圏出身であることが多かった。狭義には、ガチ中華は「中国人経営者による対同国人ビジネスである飲食店」とすることもできる（ただし、これは「ガチ中華」の現地化プロセスの一環ともとらえられるため、将来的に日本人顧客が増えた場合は、この限りではない）。
日本国内にありつつも大多数を占める日本人ではなく、在日中国人を第一の客層として想定しており、それゆえメニューがすべて中国語だったり、店スタッフに日本語が通じない場合もある。これがビジネスとして成立できるようになったのは、在日中国人が非常に増えたためである。
食材や味付けには、従来の一般的日本人には好まれないとされるようなものも含まれているが、基本は現地の味の再現であり、日本人に合わせたものにアレンジするようなことはやらない。しかし、近年の日本人の好みの変化や多様化により、訪れる日本人は増えてきており、現地でしか食べられなかったものを日本で味わえると、日本人にも人気になっていたりする。
池袋駅北口（西口）にあるビルに2019年11月にオープンした中華料理専門フードコート「友誼食府（ゆうぎしょくふ）」が、ガチ中華ブームの火付け役とされる。この他にも、爆買いブーム只中の2015年の年末に池袋にできた火鍋チェーン「海底撈火鍋」をメルクマールとして挙げる者もいる。なお、ガチ中華に分類される味坊が東京都神田にオープンしたのは2000年、池袋のガチ中華代表店とされる「永利」は1999年開業である。2025年の時点では主に東北地方（旧満洲）の料理店（中国東北料理）が多いとされている。
ガチ中華の店のターゲットとなっている客層は、日本に在住する中国人（日本全体で70万人から80万人いるといわれている）、訪日した中国人旅行者、および日本人の中華料理ファンである。更には技能実習生として日本にきた若い世代のベトナム人も「（故郷のベトナムの味ではないが）和食よりは口に合う」という理由からガチ中華を選択することも多い。

## 背景
こういったガチ中華の店が日本で急増している背景には、さまざまな理由で日本を訪れる中国人が増えていることが理由に挙げられる。近年の中国経済は急成長を遂げてはいるが、その一方で競争社会になっており、就職しても同僚との競争に勝たねば免職になったり、インセンティブ契約となっているため、業績を出さないと給与も額が少ない。それと比べると日本には終身雇用制度があったり、社員間での競争よりも社員の団結を重視しようという社会になっていると言える。また、アメリカ合衆国やヨーロッパの国々と比べると日本はビザが取りやすいといった理由もある。潤学も参照のこと。
2019年コロナウイルス感染症流行による外出制限・封鎖に関連し、2022年の上海でのロックダウンをきっかけに、「このまま中国にいたくない」「これ以上、中国で暮らすのはつらい」と考えた人々が中国国外へと脱出するようになったという理由もある。一方、日本の企業のほうはインバウンド需要（インバウンド消費）を取り込むべく、中国人、中国人留学生の雇用が増え、人材不足を訴える日本のIT業界も中国人雇用を拡大している。
また、『進撃のガチ中華』の著者・近藤大介は「現代ビジネス」とのインタビューの中で、もともと中国人は何らかのイベントがない限り酒を飲む習慣がなく、コロナウイルスが日本で流行した際に酒類の提供を制限されても廃業に追い込まれることはなかったと話している。
他の店がつぶれた跡にガチ中華料理店が出店した例もあった。
ガチ中華を研究する「東京ディープチャイナ研究会」代表の中村正人は、ガチ中華が日本人にも受け入れられるようになっている背景として、2010年代に起きた食べるラー油やパクチーのブームを通じて麻辣味といった刺激のある味が好まれるようになったことや、コロナウイルスの流行によって海外への渡航ができなくなったため、ガチ中華の店で異文化を味わえることを挙げている。

## 世界的な傾向
以上は、日本における傾向ではあるが、世界的に見ても「ガチ中華」、すなわちその国にローカライズされていない「中国人経営者による対同国人ビジネスである飲食店」は増加傾向にある。
これは、1980年代の中国の改革開放政策にともなう「新華僑」の出国時期から始まり、コロナ禍前の2010年代までの中国人の大量出国に伴うものである。19世紀にイギリス植民地の拡大にともない中国南部の人たちが大量に労働者として出国したのとは違い、21世紀以降に中国を出国した人たちには豊かな時代に生れた高学歴の若い世代が多く、底辺労働者ではなく、高度なビジネス人材であったため、それぞれの故郷の味として「ガチ中華」を求める顧客としても優良だった。こういった人たちが、それぞれの国で中国系オーナーが提供する「ガチ中華」の安定した顧客となっているためである。